# Pi Studios
Pi Studios var ett oberoende nordamerikanskt spelutvecklingsföretag som hade sitt huvudkvarter i Houston, Texas. Det grundades av Robert Erwin, John Faulkenbury, Rob Heironimus, Dan Kramer och Peter Mack i Plano, Texas, USA år 2002 och upplöstes 2011. Företaget samarbetade mestadels med andra företag för att porta spel till andra plattformar eller att hjälpa till med utvecklingen. De var mest kända som att utveckla spel till spelserierna Call of Duty och Rock Band.

## Utvecklade spel
- 2004 - Call of Duty: United Offensive
- 2005 - Call of Duty 2: Big Red One
- 2006 - Call of Duty 3
- 2007 - Halo 2 (PC)
- 2007 - Rock Band (PS2)
- 2008 - Rock Band (Wii)
- 2008 - Rock Band AC/DC (PS2, PS3, Xbox 360, Wii)
- 2008 - Rock Band Track Pack Vol. 1 (PS2, Wii)
- 2008 - Rock Band Track Pack Vol. 2 (PS2, PS3, Xbox 360, Wii)
- 2008 - Mercenaries 2: World in Flames (PS2)
- 2008 - Rock Band 2 (Wii)
- 2008 - Rock Band 2 (PS2)
- 2008 - Call of Duty: World at War
- 2009 - Rock Band Classic Rock (PS2, PS3, Xbox 360, Wii)
- 2009 - Wolfenstein
- 2009 - The Beatles: Rock Band (Wii)
- 2010 - Quake III Arena (Xbox Live Arcade)
- 2010 - Bomberman Live: Battlefest
- 2011 - Bonk: Brink of Extinction (inställd)